# Équipe cycliste Bic
 (novembre 2024).
Si vous disposez d'ouvrages ou d'articles de référence ou si vous connaissez des sites web de qualité traitant du thème abordé ici, merci de compléter l'article en donnant les références utiles à sa vérifiabilité et en les liant à la section « Notes et références ».
L'Équipe cycliste Bic était une équipe française de cyclisme professionnel sur route de 1967 à 1974.

## Histoire

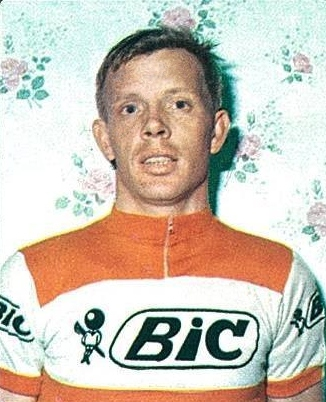
Arie den Hartog en 1968.

L'équipe Bic est née en 1967 sous l'appellation Bic-Hutchinson. Dirigée par Raphaël Géminiani, elle est construite autour de Jacques Anquetil. On y retrouve donc certains de ses anciens équipiers de chez Ford France-Hutchinson, comme son ami Jean Stablinski. Mais on y trouve également le jeune vainqueur du Tour de France 1966, Lucien Aimar, qui prendra progressivement la place de leader.
En 1969, l'équipe Bic accueille le vainqueur du Tour de France 1968 Jan Janssen.
En 1970, Anquetil prend sa retraite. Aimar et Janssen s'en vont. L'équipe, dirigée par Maurice De Muer recrute alors un leader de choc en la personne de Luis Ocaña.
En 1973, alors que Joaquim Agostinho a rejoint l'équipe, Ocaña remporte le Tour de France.
L'équipe reste dans le peloton professionnel jusqu'en 1974.

## Sponsors
- Bic : Fabrication de papeterie, principalement de stylos
- Hutchinson : Fabricant de pneumatiques pour deux roues

## Grands tours
- Tour de France :
  - 6 participations (1969, 1970, 1971,  1972, 1973, 1974)
- Tour d'Italie :
  - 2 participations (1967, 1968)
- Tour d'Espagne :
  - 7 participations (1967, 1968,1969, 1970, 1971,  1972, 1973, 1974)

## Palmarès
- 1974 : 32 victoires dont
  - Tour d'Espagne 1974
    - 5 victoires d'étapes

  - Tour de France 1974
    - 1 victoire d'étape

- 1973 : 56 victoires dont
  - Vainqueur du critérium du Dauphiné libéré (Luis Ocaña)
  - Vainqueur du tour de France 1973 (Luis Ocaña)
  - Tour du Pays Basque (Luis Ocaña)

- 1972 : 41 victoires dont
  - Vainqueur du critérium du Dauphiné libéré  (Luis Ocaña)

- 1971 : 55 victoires dont
  - Vainqueur du Grand Prix des Nations

- 1970 : 46 victoires dont
  - Vainqueur du critérium du Dauphiné libéré (Luis Ocaña)
  - Vainqueur du tour d'Espagne 1970 (Luis Ocaña)

- 1969 : 48 victoires dont

- 1968 : 57 victoires dont
  - Tour d'Espagne 1968
    - 3 victoires d'étapes (Julio Jiménez- Michael Wright)

  - Prestige Pernod : 1968 (Lucien Aimar)
  - Champion de France de cyclisme sur route (Lucien Aimar)
  - Champion d'Allemagne de cyclisme sur route (Rolf Wolfshohl)
  - Vainqueur de Paris-Nice (Rolf Wolfshohl)
  - Tour d'Italie 1968
    - 2 victoires d'étapes (Edward Sels-Charly Grosskost)

  - Vainqueur du Trophée Baracchi  (Jacques Anquetil)

- 1967 : 48 victoires dont
  - Quatre Jours de Dunkerque : 1967 (Lucien Aimar)
  - Tour de France 1967
    - 4 victoires d'étapes (Paul Lemeteyer-Raymond Riotte-Jean Stablinski-Rolf Wolfshohl)
    -  Grand Prix de la montagne du Tour de France  (Julio Jiménez)

  - Tour d'Italie 1967
    - 1 victoire d'étapes (Jean Stablinski)

  - Critérium international (Jacques Anquetil)
  - Amstel Gold Race (Arie den Hartog)

## Principaux coureurs
| - Siegfried Adler - Joaquim Agostinho - Lucien Aimar - Jacques Anquetil - Jesús Aranzabal - Luis Balagué - Gilbert Bellone - Roland Berland - Serge Bolley - Pierre Campagnaro - Francis Campaner - José Catieau - Paul Crapez - Bernard Croyet - Arie den Hartog | - Vin Denson - André Doyen - Bernard Draux - Daniel Ducreux - Francis Ducreux - José Miguel Echavarri - Jean-Jacques Fussien - Jean-Claude Genty - Pierre Ghisellini - Jean Graczyk - Michel Grain - Charly Grosskost - Serge Guillaume - Jacques Guiot - Cees Haast | - Jan Janssen - Julio Jiménez - Gerben Karstens - Bernard Labourdette - Serge Lapébie - Jean-Marie Leblanc - Christian Leduc - Robert Legein - Paul Lemeteyer - Désiré Letort - Ramón Mendiburu - Jean-Luc Molinéris - Leif Mortensen - Anatole Novak - Luis Ocaña | - Christian Palka - René Panagiotis - Eddy Peelman - José Pérez Francés - René Pijnen - Patrick Plent - Raymond Riotte - André Romero - Jean Ronsmans - Roger Rosiers - Michel Rousseau - José Samyn - Alain Santy - Guy Santy - Johny Schleck | - Edward Sels - Roland Smet - Marc Sohet - Jean Stablinski - Raymond Steegmans - Jean-Claude Theillière - Willy Van Neste - Alain Vasseur - Sylvain Vasseur - Frans Verhaegen - Rolf Wolfshohl - Michael Wright - Jacques Guiot |

## Effectifs
| Effectif 1967             | Effectif 1967     | Effectif 1967 | Effectif 1967                      |
| Cycliste                  | Date de naissance | Pays          | Équipe précédente                  |
| ------------------------- | ----------------- | ------------- | ---------------------------------- |
| Siegfried Adler           | 29 mars 1943      | Allemagne     |                                    |
| Lucien Aimar              | 28 avril 1941     | France        | Ford France-Hutchinson (1966)      |
| Jacques Anquetil          | 8 janvier 1934    | France        | Ford France-Hutchinson (1966)      |
| Serge Bolley              | 3 décembre 1944   | France        |                                    |
| Pierre Campagnaro         | 1 juillet 1943    | France        |                                    |
| Arie den Hartog           | 23 avril 1941     | Pays-Bas      | Ford France-Hutchinson (1966)      |
| Vincent Denson            | 24 novembre 1935  | Royaume-Uni   | Ford France-Hutchinson (1966)      |
| Jean Graczyk              | 26 mai 1933       | France        | Margnat-Paloma-Dunlop (1964)       |
| Michel Grain              | 6 octobre 1942    | France        | Saint-Raphaël-Gitane-Dunlop (1964) |
| Jacques Guiot             | 6 septembre 1945  | France        |                                    |
| Julio Jiménez             | 28 octobre 1934   | Espagne       | Ford France-Hutchinson (1966)      |
| Christian Leduc           | 9 novembre 1943   | France        |                                    |
| Paul Lemeteyer            | 4 juin 1942       | France        | Ford France-Hutchinson (1966)      |
| Yves Lepachelet           | 30 juin 1938      | France        |                                    |
| Jean Milesi               | 24 avril 1935     | France        |                                    |
| Anatole Novak             | 12 février 1937   | France        | Ford France-Hutchinson (1966)      |
| Raymond Riotte            | 16 février 1940   | France        |                                    |
| Jean Stablinski           | 21 mai 1932       | France        | Ford France-Hutchinson (1966)      |
| Raymond Steegmans         | 15 mai 1945       | Belgique      |                                    |
| Jean-Claude Theillière    | 23 mai 1944       | France        | Ford France-Hutchinson (1966)      |
| Rolf Wolfshohl            | 27 décembre 1938  | Allemagne     | Mercier-BP-Hutchinson (1966)       |
|                           |                   |               |                                    |
| Source : Cycling Archives |                   |               |                                    |

| Effectif 1968          | Effectif 1968     | Effectif 1968 | Effectif 1968                      |
| Cycliste               | Date de naissance | Pays          | Équipe précédente                  |
| ---------------------- | ----------------- | ------------- | ---------------------------------- |
| Siegfried Adler        | 29 mars 1943      | Allemagne     |                                    |
| Lucien Aimar           | 28 avril 1941     | France        | Ford France-Hutchinson (1966)      |
| Jacques Anquetil       | 8 janvier 1934    | France        | Ford France-Hutchinson (1966)      |
| Roland Berland         | 26 février 1945   | France        |                                    |
| Serge Bolley           | 3 décembre 1944   | France        |                                    |
| Arie den Hartog        | 23 avril 1941     | Pays-Bas      | Ford France-Hutchinson (1966)      |
| Jean-Claude Genty      | 17 février 1945   | France        |                                    |
| Pierre Ghisellini      | 17 octobre 1943   | France        |                                    |
| Jean Graczyk           | 26 mai 1933       | France        | Margnat-Paloma-Dunlop (1964)       |
| Michel Grain           | 6 octobre 1942    | France        | Saint-Raphaël-Gitane-Dunlop (1964) |
| Charly Grosskost       | 5 mars 1944       | France        | Peugeot-BP-Michelin (1967)         |
| Jacques Guiot          | 6 septembre 1945  | France        |                                    |
| Cees Haast             | 19 novembre 1938  | Pays-Bas      | Televizier-Batavus (1967)          |
| Peter Head             | 3 juillet 1946    | Royaume-Uni   |                                    |
| Julio Jiménez          | 28 octobre 1934   | Espagne       | Ford France-Hutchinson (1966)      |
| Paul Lemeteyer         | 4 juin 1942       | France        | Ford France-Hutchinson (1966)      |
| Gilles Locatelli       | 4 décembre 1943   | France        |                                    |
| Jean Milesi            | 24 avril 1935     | France        |                                    |
| Anatole Novak          | 12 février 1937   | France        | Ford France-Hutchinson (1966)      |
| Michel Rousseau        | 5 février 1936    | France        |                                    |
| Edward Sels            | 29 août 1941      | Belgique      | Flandria-De Clerck (1967)          |
| Jean-Claude Theillière | 23 mai 1944       | France        | Ford France-Hutchinson (1966)      |
| Willy Van Neste        | 10 mars 1944      | Belgique      | Dr. Mann-Grundig (1968)            |
| Rolf Wolfshohl         | 27 décembre 1938  | Allemagne     | Mercier-BP-Hutchinson (1966)       |
| Michael Wright         | 25 mars 1941      | Royaume-Uni   | Wiel's-Gancia-Groene Leeuw (1966)  |
| Pierre Campagnaro      | 1 juillet 1943    | France        |                                    |
|                        |                   |               |                                    |
| Source : UCI           |                   |               |                                    |

| Effectif 1969                      | Effectif 1969     | Effectif 1969 | Effectif 1969                     |
| Cycliste                           | Date de naissance | Pays          | Équipe précédente                 |
| ---------------------------------- | ----------------- | ------------- | --------------------------------- |
| Lucien Aimar                       | 28 avril 1941     | France        | Ford France-Hutchinson (1966)     |
| Jacques Anquetil                   | 8 janvier 1934    | France        | Ford France-Hutchinson (1966)     |
| Luis Balagué                       | 29 mars 1944      | Espagne       |                                   |
| Gilbert Bellone                    | 27 décembre 1942  | France        | Mercier-BP-Hutchinson (1968)      |
| Roland Berland                     | 26 février 1945   | France        |                                   |
| Serge Bolley                       | 3 décembre 1944   | France        |                                   |
| Paul Crapez                        | 17 avril 1947     | Belgique      |                                   |
| José Miguel Echavarri              | 10 octobre 1947   | Espagne       |                                   |
| Pierre Gauthier                    | 20 décembre 1946  | France        |                                   |
| Jean-Claude Genty                  | 17 février 1945   | France        |                                   |
| Pierre Ghisellini                  | 17 octobre 1943   | France        |                                   |
| Charly Grosskost                   | 5 mars 1944       | France        | Peugeot-BP-Michelin (1967)        |
| Jan Janssen                        | 19 mai 1940       | Pays-Bas      | Pelforth-Sauvage-Lejeune (1968)   |
| Jean-Marie Leblanc                 | 28 juillet 1944   | France        | Pelforth-Sauvage-Lejeune (1968)   |
| Robert Legein                      | 31 juillet 1945   | Belgique      |                                   |
| Anatole Novak                      | 12 février 1937   | France        | Ford France-Hutchinson (1966)     |
| José Pérez Francés                 | 27 décembre 1936  | Espagne       | Kas-Kaskol (1968)                 |
| Jean Pinault                       | 21 juin 1946      | France        |                                   |
| José Samyn (1 janv.–28 août, note) | 11 mai 1946       | France        | Pelforth-Sauvage-Lejeune (1968)   |
| Johny Schleck                      | 22 novembre 1942  | Luxembourg    | Pelforth-Sauvage-Lejeune (1968)   |
| Edward Sels                        | 29 août 1941      | Belgique      | Flandria-De Clerck (1967)         |
| Marc Sohet                         | 15 juin 1947      | Belgique      |                                   |
| Alain Vasseur                      | 1 avril 1948      | France        |                                   |
| Sylvain Vasseur                    | 28 février 1946   | France        |                                   |
| Rolf Wolfshohl                     | 27 décembre 1938  | Allemagne     | Mercier-BP-Hutchinson (1966)      |
| Michael Wright                     | 25 mars 1941      | Royaume-Uni   | Wiel's-Gancia-Groene Leeuw (1966) |
|                                    |                   |               |                                   |
| Source : UCI                       |                   |               |                                   |

| Effectif 1970                | Effectif 1970     | Effectif 1970 | Effectif 1970                     |
| Cycliste                     | Date de naissance | Pays          | Équipe précédente                 |
| ---------------------------- | ----------------- | ------------- | --------------------------------- |
| Jesús Aranzabal              | 25 décembre 1939  | Espagne       | Fagor (1969)                      |
| Roland Berland               | 26 février 1945   | France        |                                   |
| Serge Bolley                 | 3 décembre 1944   | France        |                                   |
| Paul Crapez                  | 17 avril 1947     | Belgique      |                                   |
| Philippe Crépel              | 12 janvier 1945   | France        | Sonolor-Lejeune (1969)            |
| Christian Davaine            | 7 mai 1948        | France        |                                   |
| André Doyen (1 sept.–31 mai) | 29 mars 1949      | Belgique      |                                   |
| Daniel Ducreux               | 11 février 1947   | France        | Mercier-BP-Hutchinson (1969)      |
| Francis Ducreux              | 14 février 1945   | France        | Mercier-BP-Hutchinson (1969)      |
| José Miguel Echavarri        | 10 octobre 1947   | Espagne       |                                   |
| Jean-Claude Genty            | 17 février 1945   | France        |                                   |
| Charly Grosskost             | 5 mars 1944       | France        | Peugeot-BP-Michelin (1967)        |
| Alain Hamy                   | 31 juillet 1945   | France        |                                   |
| Jan Janssen                  | 19 mai 1940       | Pays-Bas      | Pelforth-Sauvage-Lejeune (1968)   |
| Jean-Marie Leblanc           | 28 juillet 1944   | France        | Pelforth-Sauvage-Lejeune (1968)   |
| Pierre Masseys               | 26 septembre 1946 | France        |                                   |
| Ramón Mendiburu              | 12 mars 1940      | Espagne       | Fagor (1970)                      |
| Leif Mortensen               | 5 mai 1946        | Danemark      |                                   |
| Anatole Novak                | 12 février 1937   | France        | Ford France-Hutchinson (1966)     |
| Luis Ocaña                   | 9 juin 1945       | Espagne       | Fagor (1969)                      |
| René Panagiotis              | 3 août 1946       | France        |                                   |
| Michel Quinchon              | 28 août 1949      | France        | Sonolor-Lejeune (1969)            |
| Roger Rosiers                | 26 novembre 1946  | Belgique      | Dr. Mann-Grundig (1969)           |
| Alain Santy                  | 28 août 1949      | France        |                                   |
| Johny Schleck                | 22 novembre 1942  | Luxembourg    | Pelforth-Sauvage-Lejeune (1968)   |
| Marc Sohet                   | 15 juin 1947      | Belgique      |                                   |
| Raymond Van Marck            | 5 juin 1947       | France        |                                   |
| Alain Vasseur                | 1 avril 1948      | France        |                                   |
| Sylvain Vasseur              | 28 février 1946   | France        |                                   |
| Frans Verhaegen              | 22 janvier 1948   | Belgique      |                                   |
| Michael Wright               | 25 mars 1941      | Royaume-Uni   | Wiel's-Gancia-Groene Leeuw (1966) |
|                              |                   |               |                                   |
| Source : UCI                 |                   |               |                                   |

| Effectif 1971                        | Effectif 1971     | Effectif 1971 | Effectif 1971                     |
| Cycliste                             | Date de naissance | Pays          | Équipe précédente                 |
| ------------------------------------ | ----------------- | ------------- | --------------------------------- |
| Jesús Aranzabal                      | 25 décembre 1939  | Espagne       | Fagor (1969)                      |
| Roland Berland                       | 26 février 1945   | France        |                                   |
| Serge Bolley                         | 3 décembre 1944   | France        |                                   |
| Francis Campaner                     | 1 février 1946    | France        |                                   |
| Philippe Crépel                      | 12 janvier 1945   | France        | Sonolor-Lejeune (1969)            |
| Christian Davaine                    | 7 mai 1948        | France        |                                   |
| Roger Desmaret                       | 31 juillet 1950   | France        |                                   |
| André Doyen (1 sept.–31 mai)         | 29 mars 1949      | Belgique      |                                   |
| Daniel Ducreux                       | 11 février 1947   | France        | Mercier-BP-Hutchinson (1969)      |
| Francis Ducreux                      | 14 février 1945   | France        | Mercier-BP-Hutchinson (1969)      |
| Jean-Claude Genty                    | 17 février 1945   | France        |                                   |
| Charly Grosskost                     | 5 mars 1944       | France        | Peugeot-BP-Michelin (1967)        |
| Jacques Guiot                        | 6 septembre 1945  | France        |                                   |
| Jan Janssen                          | 19 mai 1940       | Pays-Bas      | Pelforth-Sauvage-Lejeune (1968)   |
| Giovanni Jiménez Ocampo              | 30 juin 1942      | Colombie      |                                   |
| Bernard Labourdette                  | 13 août 1946      | France        | Fagor (1970)                      |
| Jean-Marie Leblanc                   | 28 juillet 1944   | France        | Pelforth-Sauvage-Lejeune (1968)   |
| Désiré Letort                        | 29 janvier 1943   | France        | Peugeot-BP-Michelin (1970)        |
| Leif Mortensen                       | 5 mai 1946        | Danemark      |                                   |
| Anatole Novak                        | 12 février 1937   | France        | Ford France-Hutchinson (1966)     |
| Luis Ocaña                           | 9 juin 1945       | Espagne       | Fagor (1969)                      |
| Christian Palka                      | 15 juillet 1949   | France        |                                   |
| René Pijnen                          | 3 septembre 1946  | Pays-Bas      | Willem II-Gazelle (1970)          |
| Jean Ronsmans (1 janv.–31 mai, note) | 6 août 1947       | Belgique      | Hertekamp-Magniflex (1970)        |
| Roger Rosiers                        | 26 novembre 1946  | Belgique      | Dr. Mann-Grundig (1969)           |
| Alain Santy                          | 28 août 1949      | France        |                                   |
| Guy Santy                            | 23 novembre 1950  | France        |                                   |
| Johny Schleck                        | 22 novembre 1942  | Luxembourg    | Pelforth-Sauvage-Lejeune (1968)   |
| Marc Sohet                           | 15 juin 1947      | Belgique      |                                   |
| Jean-Claude Theillière               | 23 mai 1944       | France        | Sonolor-Lejeune (1970)            |
| Bernard Van Der Linde                | 14 juin 1946      | France        |                                   |
| Raymond Van Marck                    | 5 juin 1947       | France        |                                   |
| Alain Vasseur                        | 1 avril 1948      | France        |                                   |
| Sylvain Vasseur                      | 28 février 1946   | France        |                                   |
| Frans Verhaegen                      | 22 janvier 1948   | Belgique      |                                   |
| Michael Wright                       | 25 mars 1941      | Royaume-Uni   | Wiel's-Gancia-Groene Leeuw (1966) |
|                                      |                   |               |                                   |
| Source : UCI                         |                   |               |                                   |

| Effectif 1972       | Effectif 1972     | Effectif 1972 | Effectif 1972                   |
| Cycliste            | Date de naissance | Pays          | Équipe précédente               |
| ------------------- | ----------------- | ------------- | ------------------------------- |
| Jesús Aranzabal     | 25 décembre 1939  | Espagne       | Fagor (1969)                    |
| Roland Berland      | 26 février 1945   | France        |                                 |
| Francis Campaner    | 1 février 1946    | France        |                                 |
| Jaak De Boever      | 29 août 1937      | Belgique      | Flandria-Mars (1971)            |
| Roger Desmaret      | 31 juillet 1950   | France        |                                 |
| Daniel Ducreux      | 11 février 1947   | France        | Mercier-BP-Hutchinson (1969)    |
| Francis Ducreux     | 14 février 1945   | France        | Mercier-BP-Hutchinson (1969)    |
| Jean-Claude Genty   | 17 février 1945   | France        |                                 |
| Charly Grosskost    | 5 mars 1944       | France        | Peugeot-BP-Michelin (1967)      |
| Bernard Labourdette | 13 août 1946      | France        | Fagor (1970)                    |
| Serge Lapébie       | 9 juin 1948       | France        | Sonolor-Lejeune (1971)          |
| Eric Leman          | 17 juillet 1946   | Belgique      | Flandria-Mars (1971)            |
| Désiré Letort       | 29 janvier 1943   | France        | Peugeot-BP-Michelin (1970)      |
| Leif Mortensen      | 5 mai 1946        | Danemark      |                                 |
| Anatole Novak       | 12 février 1937   | France        | Ford France-Hutchinson (1966)   |
| Luis Ocaña          | 9 juin 1945       | Espagne       | Fagor (1969)                    |
| Christian Palka     | 15 juillet 1949   | France        |                                 |
| René Pijnen         | 3 septembre 1946  | Pays-Bas      | Willem II-Gazelle (1970)        |
| Roger Rosiers       | 26 novembre 1946  | Belgique      | Dr. Mann-Grundig (1969)         |
| Alain Santy         | 28 août 1949      | France        |                                 |
| Guy Santy           | 23 novembre 1950  | France        |                                 |
| Johny Schleck       | 22 novembre 1942  | Luxembourg    | Pelforth-Sauvage-Lejeune (1968) |
| Alain Vasseur       | 1 avril 1948      | France        |                                 |
| Sylvain Vasseur     | 28 février 1946   | France        |                                 |
|                     |                   |               |                                 |
| Source : UCI        |                   |               |                                 |

| Effectif 1973                   | Effectif 1973     | Effectif 1973 | Effectif 1973                   |
| Cycliste                        | Date de naissance | Pays          | Équipe précédente               |
| ------------------------------- | ----------------- | ------------- | ------------------------------- |
| Joaquim Agostinho               | 7 avril 1943      | Portugal      | Frimatic-de Gribaldy (1972)     |
| Roland Berland                  | 26 février 1945   | France        |                                 |
| José Catieau                    | 17 juillet 1946   | France        | Sonolor (1972)                  |
| Jean-Jacques Fussien            | 21 janvier 1952   | France        |                                 |
| Jean-Claude Genty               | 17 février 1945   | France        |                                 |
| Bernard Labourdette             | 13 août 1946      | France        | Fagor (1970)                    |
| Serge Lapébie (1 janv.–31 mars) | 9 juin 1948       | France        | Sonolor-Lejeune (1971)          |
| Désiré Letort                   | 29 janvier 1943   | France        | Peugeot-BP-Michelin (1970)      |
| Leif Mortensen                  | 5 mai 1946        | Danemark      |                                 |
| Luis Ocaña                      | 9 juin 1945       | Espagne       | Fagor (1969)                    |
| Christian Palka                 | 15 juillet 1949   | France        |                                 |
| René Pijnen                     | 3 septembre 1946  | Pays-Bas      | Willem II-Gazelle (1970)        |
| Roger Rosiers                   | 26 novembre 1946  | Belgique      | Dr. Mann-Grundig (1969)         |
| Alain Santy                     | 28 août 1949      | France        |                                 |
| Guy Santy                       | 23 novembre 1950  | France        |                                 |
| Johny Schleck                   | 22 novembre 1942  | Luxembourg    | Pelforth-Sauvage-Lejeune (1968) |
| Alain Vasseur                   | 1 avril 1948      | France        |                                 |
| Sylvain Vasseur                 | 28 février 1946   | France        |                                 |
|                                 |                   |               |                                 |
| Source : UCI                    |                   |               |                                 |

| Effectif 1974                   | Effectif 1974     | Effectif 1974 | Effectif 1974                    |
| Cycliste                        | Date de naissance | Pays          | Équipe précédente                |
| ------------------------------- | ----------------- | ------------- | -------------------------------- |
| Joaquim Agostinho               | 7 avril 1943      | Portugal      | Frimatic-de Gribaldy (1972)      |
| Luis Balagué                    | 29 mars 1944      | Espagne       | La Casera-Peña Bahamontes (1973) |
| Roland Berland                  | 26 février 1945   | France        |                                  |
| José Catieau                    | 17 juillet 1946   | France        | Sonolor (1972)                   |
| Patrice Collinet                | 18 août 1949      | France        |                                  |
| Bernard Croyet                  | 6 juillet 1948    | France        |                                  |
| Bernard Draux (12 juin–31 déc.) | 11 mai 1951       | Belgique      |                                  |
| Jacky Ferrari (1 janv.–30 juin) | 7 octobre 1952    | France        |                                  |
| Jean-Jacques Fussien            | 21 janvier 1952   | France        |                                  |
| Jean-Claude Genty               | 17 février 1945   | France        |                                  |
| Gerben Karstens                 | 14 janvier 1942   | Pays-Bas      | Rokado-De Gribaldy (1973)        |
| Bernard Labourdette             | 13 août 1946      | France        | Fagor (1970)                     |
| Jean-Luc Molinéris              | 25 août 1950      | France        |                                  |
| Leif Mortensen                  | 5 mai 1946        | Danemark      |                                  |
| Luis Ocaña                      | 9 juin 1945       | Espagne       | Fagor (1969)                     |
| Christian Palka                 | 15 juillet 1949   | France        |                                  |
| Eddy Peelman                    | 8 août 1947       | Belgique      | Rokado-De Gribaldy (1973)        |
| Guy Santy                       | 23 novembre 1950  | France        |                                  |
| Johny Schleck                   | 22 novembre 1942  | Luxembourg    | Pelforth-Sauvage-Lejeune (1968)  |
| Roland Smet                     | 18 décembre 1952  | France        |                                  |
| Alain Vasseur                   | 1 avril 1948      | France        |                                  |
| Sylvain Vasseur                 | 28 février 1946   | France        |                                  |
|                                 |                   |               |                                  |
| Source : UCI                    |                   |               |                                  |